# Trey Sermon
Trey Sermon (geboren am 30. Januar 1999 in Marietta, Georgia) ist ein US-amerikanischer American-Football-Spieler auf der Position des Runningbacks. Er spielt zurzeit für die Pittsburgh Steelers in der National Football League. Zuvor spielte er College Football für Oklahoma sowie Ohio State und wurde in der dritten Runde im NFL Draft 2021 von den San Francisco 49ers ausgewählt.

## Frühe Jahre und College
Sermon besuchte die Sprayberry High School in Marietta, Georgia. Er entschied sich, College Football für die Oklahoma Sooners der University of Oklahoma zu spielen.

### Oklahoma
2017 spielte er in seinem Freshman-Jahr in allen 14 Spielen, von denen er drei startete. Er beendete die Saison mit 744 Yards bei 121 Versuchen sowie fünf Touchdowns. Als Sophomore musste er sich 2018 die Spielzeit mit Kennedy Brooks teilen. Am Ende der Saison konnte er bei 164 Versuchen 947 Yards sowie 13 Touchdowns erlaufen. 2019 spielte er als Junior in neun Spielen und konnte 385 Yards bei 54 Versuchen sowie vier Touchdowns erzielen.

### Ohio State
Vor der Saison 2020 wechselte er als Graduate Student zu der Ohio State University. Im Big Ten Championship Game gegen Northwestern konnte er 331 Yards erlaufen. Damit stellte er den Rekord für die meisten gelaufenen Yards in einem Spiel für Ohio State als auch den Rekord für die meisten erlaufenen Yards in einem Championship Game in der Football Bowl Subdivision auf. Im Sugar Bowl gegen Clemson wurde er zum MVP gekürt, nachdem er für 193 Yards und einen Touchdown gelaufen war und zusätzlich vier Pässe für 61 Yards fangen konnte. Im National Championship Game gegen Alabama verletzte er sich beim ersten Spielzug und konnte verletzungsbedingt nicht mehr zurückkehren. Er beendete die Saison mit 870 Yards bei 116 Versuchen sowie vier Touchdowns.

### College-Statistiken
| Saison   | Team       | Conference | Spiele | Laufspiel | Laufspiel | Laufspiel    | Laufspiel | Passspiel | Passspiel | Passspiel    | Passspiel |
| Saison   | Team       | Conference | Spiele | Versuche  | Yards     | Durchschnitt | TD        | Passfänge | Yards     | Durchschnitt | TD        |
| -------- | ---------- | ---------- | ------ | --------- | --------- | ------------ | --------- | --------- | --------- | ------------ | --------- |
| 2017     | Oklahoma   | Big 12     | 13     | 121       | 744       | 6,1          | 5         | 16        | 139       | 8,7          | 2         |
| 2018     | Oklahoma   | Big 12     | 14     | 164       | 947       | 5,8          | 13        | 12        | 181       | 15,1         | 0         |
| 2019     | Oklahoma   | Big 12     | 10     | 54        | 385       | 7,1          | 4         | 8         | 71        | 8,9          | 1         |
| 2020     | Ohio State | Big Ten    | 8      | 116       | 870       | 7,5          | 4         | 12        | 95        | 7,9          | 0         |
| Karriere | Karriere   | Karriere   | 45     | 455       | 2946      | 6,5          | 26        | 48        | 486       | 10,1         | 3         |

## NFL
Sermon wurde im NFL Draft 2021 in der dritten Runde mit dem 88. Pick von den San Francisco 49ers ausgewählt. Am 21. Juli 2021 unterzeichnete er einen Vierjahresvertrag.
Nachdem er am ersten Spieltag inaktiv war, gab er in Woche 2 gegen die Philadelphia Eagles sein Debüt in der NFL. Jedoch erlitt er eine Gehirnerschütterung bei seinem einzigen Lauf nach einem Foul der Defense der Eagles. In Woche 3 startete er aufgrund einer Verletzung von Elijah Mitchell sein erstes Spiel. Bei der 28:30-Niederlage gegen die Green Bay Packers konnte er 31 Yards und einen Touchdown erlaufen sowie zwei Pässe für drei Yards fangen. Beim 34:26-Sieg gegen die Minnesota Vikings verletzte er sich am Knöchel und wurde daraufhin auf die Injured Reserve List gesetzt. Nach schwachen Leistungen im Training Camp und in der Preseason wurde er am 31. August 2022 entlassen. Darauf nahmen ihn die Philadelphia Eagles über die Waiver-Liste unter Vertrag. Er kam 2022 in zwei Spielen für die Eagles zum Einsatz. Vor Beginn der Saison 2023 wurde er auf die Injured Reserve List gesetzt und am 15. September entlassen. Am 19. September 2023 schloss Sermon sich zunächst dem Practice Squad der Indianapolis Colts an. Vier Tage später wurde er in den aktiven Kader aufgenommen. Er kam in 14 Spielen für die Colts zum Einsatz und erlief 160 Yards bei 35 Versuchen, den Großteil davon bei der Partie gegen die Las Vegas Raiders in Woche 15 mit 17 Läufen für 88 Yards. Im März 2024 unterschrieb Sermon für die folgende Saison erneut in Indianapolis. Bei den Colts wurde er in dieser Saison in 245 offensiven Snaps eingesetzt, was der bisherige Karriere-Bestwert war.
Nachdem Sermon bei einem Rookie-Minicamp zu überzeugen wusste, wurde er am 11. Mai 2025 von den Pittsburgh Steelers mit einem Einjahresvertrag ausgestattet.